# Океанская (река, юг Парамушира)
Океанская — река в России на острове Парамушир, входящем в состав северной группы Большой гряды Курильских островов. Река впадает в Тихий Океан. Длина Океанской — 11 км, площадь водосборного бассейна — 39,8 км².
Истоки Океанской находятся в южной части острова Парамушир, у подножий горы Кривая, река течёт в юго-восточном направлении через хребет Левинсона-Лессинга до побережья Тихого океана. Река имеет правый приток ручей Подсолнечный, истоки которого находятся у подножий горы Подсолнечная.

## Данные водного реестра
По данным государственного водного реестра России относится к Амурскому бассейновому округу. Речной бассейн — бассейны рек острова Сахалин. Водохозяйственный участок — Курильские острова.
Код водного объекта 20050000312118300010539.